# Eunicella densa
Eunicella densa är en korallart som beskrevs av Kükenthal 1917. Eunicella densa ingår i släktet Eunicella och familjen Gorgoniidae. Inga underarter finns listade i Catalogue of Life.